# Jeux européens
Ne doit pas être confondu avec Championnats sportifs européens.
Les Jeux européens sont une compétition multisports, organisée par les Comités olympiques européens, et qui se tiennent tous les quatre ans.

## Histoire
L'idée de ces Jeux, inspirés des Jeux asiatiques, des Jeux panaméricains, des Jeux africains et des Jeux panarabes, est lancée en 2009 par le président du COE, l'Irlandais Patrick Hickey. L'Europe était le seul continent à ne pas avoir ses propres Jeux,.
Par le passé, les championnats d'Europe d'athlétisme en salle se sont appelés Jeux européens en salle en 1966 et 1969.
Les Jeux européens sont créés le 9 décembre 2012 à Rome. Durant l'assemblée, 84 % des comités nationaux olympiques d'Europe votent pour la création des Jeux européens.
La première édition se déroule en 2015 à Bakou en Azerbaïdjan, et voit s'affronter des sportifs issus des 50 comités olympiques européens.

### Identité visuelle

Logo des Jeux européens de 2015 à 2016.
Logo des Jeux européens depuis 2016.

## Organisation
Les Jeux européens appartiennent aux Comités olympiques européens, ils sont organisés et régis par cette association composée de 50 comités nationaux olympiques de pays d'Europe.

## Cérémonies

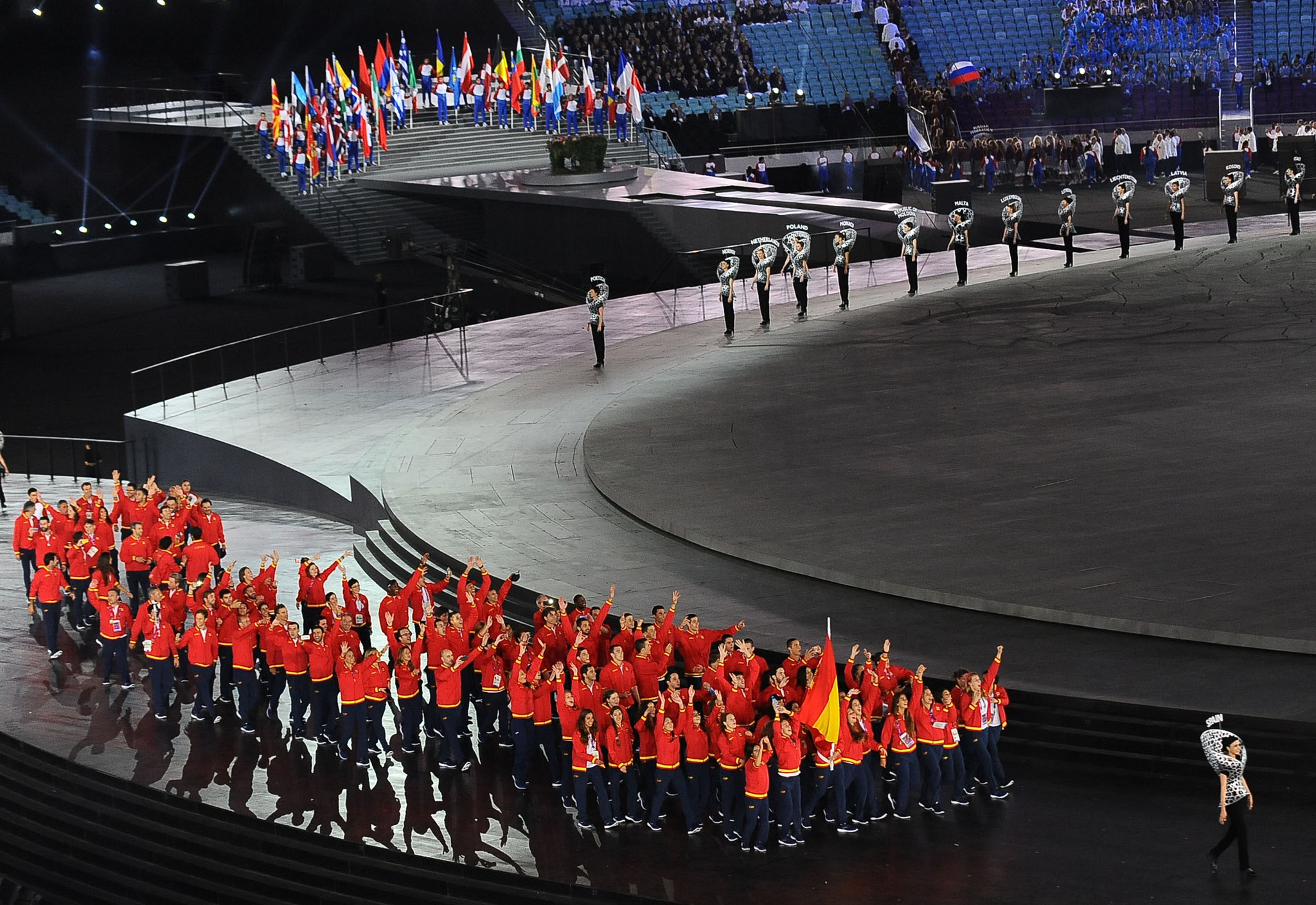
Défilé des athlètes lors de la 1re cérémonie d'ouverture des Jeux européens, à Bakou en 2015.

À l'instar des Jeux olympiques, les Jeux européens commencent par une cérémonie d'ouverture et s'achèvent par une cérémonie de clôture.
Durant la cérémonie d'ouverture, les athlètes défilent dans le stade olympique. La délégation grecque, pour des raisons historiques, ouvre le défilé. Le reste des délégations défile par ordre alphabétique dans la langue du pays hôte (ou en anglais en 2019). La délégation du pays hôte ferme la marche.

## Sports
Sur les 20 sports représentant 30 disciplines et figurant au programme de la première édition en 2015, 16 sont des sports olympiques.
- Athlétisme
- Badminton
- Basket-ball à trois
- Boxe
- Canoé-kayak
- Cyclisme[12]
  - BMX
  - VTT
  - sur route
- Escrime
- Football de plage
- Gymnastique
  - acrobatique
  - aérobique
  - artistique
  - rythmique
  - Trampoline
- Judo
- Karaté[13]
- Lutte
  - libre
  - gréco-romaine
- Natation
  -  Natation sportive
  -  Natation synchronisée
  -  Plongeon
  -  Water-polo
- Sambo
- Tir sportif
- Taekwondo
- Tennis de table
- Tir à l'arc
- Triathlon
- Volley-ball
  - de plage
  - en salle

## Éditions
| Jeux | Année | Ville hôte | Pays        | Dates               | Nations | Athlètes | Sports | Épreuves | Pays le plus médaillé |
| ---- | ----- | ---------- | ----------- | ------------------- | ------- | -------- | ------ | -------- | --------------------- |
| Ier  | 2015  | Bakou      | Azerbaïdjan | 12 - 28 juin        | 50      | 5 898    | 21     | 253      | Russie                |
| IIe  | 2019  | Minsk      | Biélorussie | 21 juin - 30 juin   | 50      | 4 082    | 15     | 200      | Russie                |
| IIIe | 2023  | Cracovie   | Pologne     | 21 juin - 2 juillet | 48      | 6 857    | 29     | 253      | Italie                |
| IVe  | 2027  | Istanbul   | Turquie     | À définir           |         |          |        |          |                       |

## Tableau des médailles
Mis à jour après les Jeux de 2023.
| Rang  | Nation             | Or  | Argent | Bronze | Total |
| ----- | ------------------ | --- | ------ | ------ | ----- |
| 1     | Russie             | 123 | 64     | 86     | 273   |
| 2     | Italie             | 58  | 67     | 63     | 188   |
| 3     | Ukraine            | 45  | 43     | 51     | 139   |
| 4     | Allemagne          | 43  | 39     | 73     | 155   |
| 5     | Royaume-Uni        | 36  | 30     | 53     | 119   |
| 6     | France             | 35  | 41     | 57     | 133   |
| 7     | Espagne            | 34  | 30     | 36     | 100   |
| 8     | Biélorussie        | 33  | 27     | 51     | 111   |
| 9     | Azerbaïdjan        | 29  | 27     | 39     | 95    |
| 10    | Pays-Bas           | 25  | 31     | 21     | 77    |
| 11    | Hongrie            | 21  | 20     | 35     | 76    |
| 12    | Pologne            | 18  | 28     | 38     | 84    |
| 13    | Turquie            | 17  | 19     | 46     | 82    |
| 14    | Suisse             | 17  | 12     | 20     | 49    |
| 15    | Danemark           | 14  | 10     | 13     | 37    |
| 16    | Géorgie            | 13  | 17     | 25     | 55    |
| 17    | Serbie             | 12  | 12     | 14     | 38    |
| 18    | Autriche           | 11  | 14     | 14     | 39    |
| 18    | Roumanie           | 11  | 14     | 14     | 39    |
| 20    | Belgique           | 10  | 10     | 10     | 30    |
| 21    | Tchéquie           | 9   | 17     | 22     | 48    |
| 22    | Portugal           | 9   | 17     | 15     | 41    |
| 23    | Slovénie           | 8   | 10     | 6      | 24    |
| 24    | Croatie            | 8   | 9      | 15     | 32    |
| 25    | Bulgarie           | 7   | 15     | 18     | 40    |
| 26    | Suède              | 7   | 10     | 12     | 29    |
| 27    | Irlande            | 7   | 7      | 12     | 26    |
| 28    | Grèce              | 6   | 11     | 18     | 35    |
| 29    | Lettonie           | 6   | 5      | 6      | 17    |
| 30    | Norvège            | 6   | 4      | 9      | 19    |
| 31    | Lituanie           | 6   | 4      | 8      | 18    |
| 32    | Arménie            | 5   | 5      | 5      | 15    |
| 33    | Israël             | 4   | 4      | 10     | 18    |
| 34    | Finlande           | 4   | 1      | 7      | 12    |
| 35    | Slovaquie          | 2   | 8      | 9      | 19    |
| 36    | Estonie            | 2   | 4      | 5      | 11    |
| 37    | Albanie            | 2   | 0      | 0      | 2     |
| 38    | Moldavie           | 1   | 2      | 7      | 10    |
| 39    | Kosovo             | 1   | 1      | 2      | 4     |
| 39    | Chypre             | 0   | 5      | 2      | 7     |
| 40    | Luxembourg         | 0   | 2      | 3      | 5     |
| 42    | Bosnie-Herzégovine | 0   | 2      | 0      | 2     |
| 43    | Macédoine du Nord  | 0   | 1      | 2      | 3     |
| 43    | Saint-Marin        | 0   | 1      | 2      | 3     |
| 45    | Monténégro         | 0   | 1      | 1      | 2     |
| 46    | Monaco             | 0   | 1      | 0      | 1     |
| 47    | Andorre            | 0   | 0      | 0      | 0     |
| 47    | Islande            | 0   | 0      | 0      | 0     |
| 47    | Liechtenstein      | 0   | 0      | 0      | 0     |
| 47    | Malte              | 0   | 0      | 0      | 0     |
| Total | 50                 | 705 | 702    | 955    | 2362  |

## Critiques

### Utilité des jeux

#### Aspects positifs
Pour certains sports, tels que le judo et la lutte, ces Jeux font office de championnat d’Europe. D'autres épreuves comme le triathlon et le cyclisme offrent des quotas ou des points servant à la qualification pour les Jeux olympiques.

#### Aspects négatifs
Les Jeux ont été critiqués pour être un ajout inutile au calendrier sportif et pour le manque d'élitisme dans certaines disciplines. Par exemple, pour l’édition 2015, d'autres compétitions ayant lieu à des dates rapprochées, des athlètes juniors ont participé aux épreuves de natation.
Nick Cohen, chroniqueur pour le journal The Guardian au Royaume-Uni, a fait valoir que Patrick Hickey, président des COE, a mis en place les Jeux européens bien qu'il n'y ait « aucun besoin de ces jeux ». Cohen a également affirmé : « Les sports olympiques ont déjà leurs championnats d'Europe. Mais – et vous ne comprendrez le minable impératif qui anime ce tournoi honteux que lorsque vous saisirez cela – les comités olympiques européens ne contrôlent pas les compétitions rivales. Ils voulaient une part du gâteau. »

### Retentissement médiatique
Les Jeux de 2015 ont un succès médiatique relatif, la plupart des chaines de télévisions retransmettant l'événement étant des chaines spécialisées sportives, comme L'Équipe 21.

### Controverses sur la première édition
Les Jeux ont également reçu de fortes critiques, plusieurs organisations appelant les athlètes à se prononcer contre les violations des droits de l'homme en Azerbaïdjan. De nombreux opposants au régime étant emprisonnés. Selon Nick Cohen, Hickey a d'abord tenté de faire organiser l'événement par la Biélorussie, donnant à Alexandre Loukachenko un prix pour sa « contribution exceptionnelle au mouvement olympique ». Cependant, la Biélorussie étant trop pauvre pour se permettre les Jeux, Hickey dut se rabattre sur l'Azerbaïdjan, qui souhaitait « gagner un prestige international ».

### Dopage
Dès la première édition des Jeux, plusieurs cas de dopage ont fait surface. L'Azérie Chaltu Beji est disqualifiée des Jeux européens pour avoir violé les règles antidopage. Le boxeur albanais Rexhildo Zeneli est banni avant le début des Jeux.
Le meldonium, interdit à la date du 1er janvier 2016 pour toutes les compétitions sportives car considéré comme un produit dopant, aurait été utilisé par environ 500 athlètes au cours des jeux de Bakou,.
La Russie, initialement désignée comme pays organisateur de la deuxième édition des Jeux, a été désavouée à la suite de graves accusations de dopage.